# Northern Counties East Football League
Northern Counties East Football League je poloprofesionální anglická fotbalová liga. Má dvě divize – Premier Division a Division One – které stojí na deváté a desáté úrovni anglické fotbalové pyramidy. Kluby z ní mohou postupovat do FA Cupu a Vase Cupu.